# Difluorur de radó
El difluorur de radó (RnF
2) és un compost de radó, un gas noble. El radó reacciona ràpidament amb el fluor per a formar un compost sòlid, però es vaporitza i la seva composició exacta és incerta. Els càlculs suggereixen que pot ser un cristall iònic, al contrari que tots els altres compostos de gasos nobles. La utilitat dels compostos de radó és limitada per causa de la radioactivitat del radó.